# Хойт, Джон
Джон Хойт (англ. John Hoyt; 5 октября 1905[…], Бронксвилл, Нью-Йорк — 15 сентября 1991[…], Санта-Круз, Калифорния) — американский актёр.

## Биография
До начала своей актёрской карьеры Джон Хойт работал учителем истории. Для съёмок в кино он сократил своё настоящее имя до краткого Джон Хойт. Снимался в кино с 1946 по 1987 годы.
Умер от рака лёгких в 1991 году в возрасте 85 лет.

## Избранная фильмография
- 1947 — Грубая сила
- 1947 — Неверная
- 1948 — До края Земли
- 1949 — Леди играет в азартные игры
- 1949 — Подкуп
- 1949 — Попавший в ловушку
- 1949 — За стеной
- 1950 — Разделительная линия
- 1951 — Когда миры столкнутся
- 1952 — Чёрный замок
- 1952 — Кредитная акула
- 1952 — Андрокл и лев
- 1953 — Юлий Цезарь
- 1953 — Грехи Иезавели
- 1955 — Школьные джунгли
- 1955 — Девушка в розовом платье
- 1955 — Мунфлит
- 1956 — Смерть негодяя
- 1958 — Нападение людей-кукол
- 1960 — Спартак
- 1963 — Клеопатра
- 1965 — Операция ЦРУ
- 1974 — Стояк Гордон / Flesh Gordon — профессор Гордон
- 1985 — Отчаянно ищу Сьюзен